# Hodo II
Hodo II (zm. ok. 1032 r.) – margrabia Łużyc Dolnych od 1029/1030 r.

## Życiorys
Hodo był jedynym synem margrabiego Marchii Łużyckiej Thietmara II i Reinhildy z Beichlingen. Po śmierci ojca został margrabią Łużyc. Prawdopodobnie bardzo młody, musiał opierać się atakom Mieszka II. Wkrótce potem zmarł. Nie pozostawił potomków, jego następcą został Dytryk I z rodu Wettinów.